# Вейхай
Вейха́й (спрощ.: 威海; піньїнь: Wēihǎi), раніше Вейхай-Гаррісон або Вейхайвей, за колоніального періоду мав назву Порт-Едвард — міський округ у китайській провінції Шаньдун.

## Адміністративний поділ
Міський округ поділяється на 2 райони та 2 міських повіти:
| Карта                          | Карта    | Карта    | Карта            | Карта       |
| ------------------------------ | -------- | -------- | ---------------- | ----------- |
| Хуаньцуй Веньден Жунчен Жушань |          |          |                  |             |
| Статус                         | Назва    | Оригінал | Населення (2007) | Площа (км²) |
| Район                          | Хуаньцуй | 环翠区   | 731              | 630 000     |
| Район                          | Веньден  | 文登区   | 1645             | 500 000     |
| Міський повіт                  | Жунчен   | 荣成市   | 1392             | 668 000     |
| Міський повіт                  | Жушань   | 乳山市   | 1668             | 570 000     |

## Клімат
Місто знаходиться у зоні, котра характеризується вологим субтропічним кліматом. Найтепліший місяць — серпень із середньою температурою 24.2 °C (75.6 °F). Найхолодніший місяць — січень, із середньою температурою -1.2 °С (29.8 °F).
| Клімат Вейхая           | Клімат Вейхая | Клімат Вейхая | Клімат Вейхая | Клімат Вейхая | Клімат Вейхая | Клімат Вейхая | Клімат Вейхая | Клімат Вейхая | Клімат Вейхая | Клімат Вейхая | Клімат Вейхая | Клімат Вейхая | Клімат Вейхая |
| Показник                | Січ.          | Лют.          | Бер.          | Квіт.         | Трав.         | Черв.         | Лип.          | Серп.         | Вер.          | Жовт.         | Лист.         | Груд.         | Рік           |
| Середня температура, °C | −1,2          | −0,5          | 4             | 9,9           | 15,6          | 19,7          | 23            | 24,2          | 21,2          | 15,8          | 8,7           | 1,9           | 11,9          |
| Норма опадів, мм        | 12.5          | 11            | 18.6          | 45.2          | 49.4          | 73            | 190.7         | 166.5         | 88.2          | 40.4          | 29.8          | 16.7          | 742           |
| Днів з опадами          | 5,7           | 4,6           | 4,8           | 7,3           | 7,4           | 10            | 15,7          | 12,3          | 7,7           | 6,7           | 7,2           | 6,2           | 95,6          |
| Вологість повітря, %    | 60            | 59.7          | 57.4          | 58            | 60.3          | 70.4          | 82            | 80.7          | 69.7          | 63.6          | 61.9          | 61.2          | 65.4          |
| ----------------------- | ------------- | ------------- | ------------- | ------------- | ------------- | ------------- | ------------- | ------------- | ------------- | ------------- | ------------- | ------------- | ------------- |
| Джерело: Weatherbase    |               |               |               |               |               |               |               |               |               |               |               |               |               |